# Сборная Сенегала по футболу
Сборная Сенегала (фр. Équipe de football du Senegal) представляет Сенегал на международных футбольных турнирах и в товарищеских матчах. Управляющая организация — Сенегальская федерация футбола. Победитель Кубка африканских наций 2021. Серебряный призёр Кубка африканских наций 2002 и 2019, а также четвертьфиналист чемпионата мира 2002 года.

## История
Сборная Сенегала является одним из лидеров африканского футбола начала XXI века. Начиная с отборочной кампании к чемпионату мира 1970 года, сенегальцы 7 раз пытались отобраться на главный футбольный форум планеты, но все их попытки заканчивались безрезультатно. И лишь восьмая отборочная кампания к чемпионату мира 2002 года принесла «Львам Теранги» успех. На своём дебютном чемпионате мира, проходившем на полях Японии и Южной Кореи, сборная Сенегала стала одним из главных открытий чемпионата. В своём первом матче сенегальцы со счётом 1:0 сенсационно переиграли действующих чемпионов мира — сборную Франции. Далее Сенегал сыграл вничью со сборными Дании (1:1) и Уругвая (3:3; в этой встрече сенегальцы вначале вели в счёте, забив подряд три мяча) и вышел со второго места в группе в 1/8 финала, где в дополнительное время сенегальцы переиграли сборную Швеции 2:1. В 1/4 финала «сенегальская сказка» закончилась поражением от сборной Турции в добавочное время 0:1. Тем не менее, сборная Сенегала повторила африканский рекорд сборной Камеруна, дойдя до 1/4 финала чемпионата мира, и даже превзошла его — Камерун сделал это со второй попытки, сенегальцам же хватило и одной. Вдобавок ко всему, лидер сборной — Эль-Хаджи Диуф — вошёл в состав символической сборной чемпионата.
По возвращении с чемпионата мира команду встретили многочисленные болельщики в аэропорту Дакара, а позже её принял во дворце президент страны Абдулай Вад.
2002 год стал также самым успешным для сборной Сенегала и в плане своих выступлений на Кубке африканских наций. В Мали, где проходило главное соревнование континента, сборной Сенегала удалось дойти до финала. В группе сборная Сенегала дважды обыграла с одним и тем же счётом 1:0 египтян и замбийцев, сведя третий свой поединок вничью с тунисцами — 0:0. В 1/4 финала «Львы Теранги» легко разделались со сборной ДР Конго — 2:0, а в полуфинале обыграли в дополнительное время нигерийцев со счётом 2:1. В финале сборная Сенегала ни в чём не уступала действующим чемпионам континента — сборной Камеруна. Основное и дополнительное время не выявило победителя — 0:0, а вот в серии пенальти удачливее оказались именно камерунцы — 3:2. Костяк сборной на тот момент был раскуплен клубами из топ-5 чемпионатов Европы, что свидетельствует о тогдашнем потенциале команды. Помимо «серебра» в активе сенегальцев имеются четыре выхода в четвертьфинал и три 4-х места. В Кубке африканских наций 2008 года сборная Сенегала выступила не очень удачно — третье место в группе с 2 очками. Это худший результат сенегальцев на Кубке африканских наций за последние 5 розыгрышей.
Сенегал вернулся на чемпионаты мира в 2018 году на первенстве в России. «Львы Теранги» сначала обыграли сборную Польши 2:1, а потом вничью сыграли с Японией 2:2. Для выхода в плей-офф Сенегалу достаточно было вничью сыграть с колумбийцами и надеяться, что японцы проиграют полякам. В итоге Япония проиграла Польше 0:1, а Сенегал не одолел Колумбию 0:1. В итоге японцы и сенегальцы набрали по четыре очка. Количество забитых и пропущенных голов было одинаковым. Но в плей-офф прошли азиаты благодаря системе фейр-плей (система подсчёта жёлтых карточек). У Сенегала было 6 жёлтых карточек, а у Японии — 4. Сенегал стал первой командой, которая вылетела по системе фейр-плей.
В 2022 году Сенегал в третий раз сыграл на чемпионате мира и во второй раз вышел в плей-офф, опередив в очной борьбе в группе A команды Катара и Эквадора и уступив команде Нидерландов. Сборной руководил на турнире Алиу Сиссе, игравший в 2002 году на чемпионате мира в Корее и Японии.

## Чемпионат мира
- 1930 — 1962 — не принимала участия
- 1966 — снялась с квалификации
- 1970 — 1986 — не прошла квалификацию
- 1990 — не принимала участия
- 1994 — не прошла квалификацию
- 1998 — не прошла квалификацию
- 2002 — 1/4 финала
- 2006 — не прошла квалификацию
- 2010 — не прошла квалификацию
- 2014 — не прошла квалификацию
- 2018 — групповой этап
- 2022 — 1/8 финала

## Кубок Африканских Наций
- 1957 — не принимала участия
- 1959 — не принимала участия
- 1962 — не принимала участия
- 1963 — не принимала участия
- 1965 — 4-е место
- 1968 — групповой этап
- 1970 — не прошла квалификацию
- 1972 — не прошла квалификацию
- 1974 — не прошла квалификацию
- 1976 — не прошла квалификацию
- 1978 — не прошла квалификацию
- 1980 — не принимала участия
- 1982 — не прошла квалификацию
- 1984 — не прошла квалификацию
- 1986 — групповой этап
- 1988 — не прошла квалификацию
- 1990 — 4-е место
- 1992 — 1/4 финала
- 1994 — 1/4 финала
- 1996 — не прошла квалификацию
- 1998 — не прошла квалификацию
- 2000 — 1/4 финала
- 2002 — 2-е место
- 2004 — 1/4 финала
- 2006 — 4-е место
- 2008 — групповой этап
- 2010 — не прошла квалификацию
- 2012 — групповой этап
- 2013 — не прошла квалификацию
- 2015 — групповой этап
- 2017 — 1/4 финала
- 2019 — 2-е место
- 2021 — Победитель
- 2023 — 1/8 финала

## Достижения
- Кубок африканских наций — Чемпион (2021)
- Кубок Амилькара Кабрала — Чемпион (1979, 1980, 1983, 1984, 1985, 1986, 1991, 2001)
- Кубок СЕДЕАО (CEDEAO Cup) — Чемпион (1985)

## Состав сборной
Следующие игроки были вызваны в состав сборной и.о. главного тренера Папе Тьявом для участия в матчах отборочного турнира Кубка африканских наций 2025 против сборной Буркина-Фасо (14 ноября 2024) и сборной Бурунди (19 ноября 2024).
Игры и голы приведены по состоянию на 19 ноября 2024 года:
|  | Вр  | Эдуар Менди          | 1 марта 1992 (33 года)     | 41  | 0  | Аль-Ахли Джидда       |  |  |
|  | Вр  | Сени Дьенг           | 23 ноября 1994 (30 лет)    | 9   | 0  | Мидлсбро              |  |  |
|  | Вр  | Шейк Ло Ндойе        | 21 сентября 1992 (32 года) | 1   | 0  | Диараф                |  |  |
|  |     |                      |                            |     |    |                       |  |  |
|  | Защ | Калиду Кулибали      | 20 июня 1991 (34 года)     | 87  | 1  | Аль-Хиляль Эр-Рияд    |  |  |
|  | Защ | Абду Диалло          | 4 мая 1996 (29 лет)        | 32  | 2  | Аль-Араби Доха        |  |  |
|  | Защ | Исмаил Якобс         | 17 августа 1999 (25 лет)   | 21  | 0  | Галатасарай           |  |  |
|  | Защ | Абдулайе Сек         | 4 июня 1992 (33 года)      | 15  | 2  | Маккаби Хайфа         |  |  |
|  | Защ | Мусса Ниакате        | 8 марта 1996 (29 лет)      | 15  | 0  | Олимпик Лион          |  |  |
|  | Защ | Формоз Менди         | 2 января 2001 (24 года)    | 10  | 0  | Лорьян                |  |  |
|  | Защ | Эль-Хаджи Малик Диуф | 28 декабря 2004 (20 лет)   | 4   | 0  | Славия Прага          |  |  |
|  | Защ | Сейду Сано           | 28 октября 2004 (20 лет)   | 1   | 0  | Аль-Гарафа            |  |  |
|  | Защ | Абду Азиз Ндиайе     | 18 ноября 2005 (19 лет)    | 0   | 0  | Диараф                |  |  |
|  |     |                      |                            |     |    |                       |  |  |
|  | ПЗ  | Идрисса Гейе         | 26 сентября 1989 (35 лет)  | 113 | 7  | Эвертон               |  |  |
|  | ПЗ  | Крепин Диатта        | 25 февраля 1999 (26 лет)   | 43  | 2  | Монако                |  |  |
|  | ПЗ  | Пап Матар Сарр       | 14 сентября 2002 (22 года) | 29  | 1  | Тоттенхэм Хотспур     |  |  |
|  | ПЗ  | Ламин Камара         | 1 января 2004 (21 год)     | 26  | 6  | Монако                |  |  |
|  | ПЗ  | Пап Гейе             | 24 января 1999 (26 лет)    | 26  | 2  | Вильярреал            |  |  |
|  | ПЗ  | Пате Сисс            | 16 марта 1994 (31 год)     | 17  | 0  | Райо Вальекано        |  |  |
|  | ПЗ  | Хабиб Диарра         | 3 января 2004 (21 год)     | 9   | 3  | Страсбур              |  |  |
|  |     |                      |                            |     |    |                       |  |  |
|  | Нап | Садио Мане           | 10 апреля 1992 (33 года)   | 109 | 45 | Аль-Наср Эр-Рияд      |  |  |
|  | Нап | Исмаила Сарр         | 25 февраля 1998 (27 лет)   | 67  | 14 | Кристал Пэлас         |  |  |
|  | Нап | Хабиб Диалло         | 15 июня 1995 (30 лет)      | 34  | 7  | Дамак                 |  |  |
|  | Нап | Булайе Диа           | 16 ноября 1996 (28 лет)    | 30  | 7  | Лацио                 |  |  |
|  | Нап | Илиман Ндиай         | 6 марта 2000 (25 лет)      | 25  | 2  | Эвертон               |  |  |
|  | Нап | Николас Джексон      | 20 июня 2001 (24 года)     | 18  | 1  | Челси                 |  |  |
|  | Нап | Шериф Ндиайе         | 23 января 1996 (29 лет)    | 4   | 0  | Црвена Звезда Белград |  |  |
|  | Нап | Шейх Сабали          | 4 марта 1999 (26 лет)      | 2   | 0  | Мец                   |  |  |

## Наибольшее количество матчей
| #  | Игрок           | Годы в сборной | Игры | Голы |
| -- | --------------- | -------------- | ---- | ---- |
| 1  | Идрисса Гейе    | 2011—н. в.     | 110  | 7    |
| 2  | Садио Мане      | 2012—н. в.     | 105  | 41   |
| 3  | Анри Камара     | 1999—2008      | 99   | 29   |
| 4  | Шейху Куяте     | 2012—н. в.     | 91   | 4    |
| 5  | Роже Менди      | 1979—1995      | 87   | 3    |
| 6  | Тони Сильва     | 1999—2008      | 83   | 0    |
| 7  | Калиду Кулибали | 2015—н. в.     | 80   | 1    |
| 8  | Жюль Боканде    | 1979—1993      | 73   | 20   |
| 9  | Ламин Диатта    | 2000—2008      | 71   | 4    |
| 10 | Эль-Хаджи Диуф  | 2000—2008      | 70   | 24   |

Жирным шрифтом выделены действующие футболисты

## Тренеры
- Жюль Вандорен (1961—1963)
- Отто Пфистер (1979—1982)
- Клод Ле Руа (1989—1992)
- Петер Шниттгер (1999—2000)
- Брюно Метсю (2000—2002)
- Ги Стефан (2002—2005)
- Хенрик Касперчак (2006—2008)
- Ламин Н’Диай (2008)
- Амара Траоре (2009—2012)
- Ален Жиресс (2013—2015)
- Алиу Сиссе (2015—н.вр.)

## Форма

### Домашняя
| 1991—1992 | 1992—1993            | 1994—1995            | 1996—1998            | 1998—2001 · КАН-2000           | 2001—2002            | 2002—2004 · ЧМ-2002 | 2004—2005  | 2005—2006 | 2006—2008 | 2008—2010 |
| 2010—2012 | 2012—2015 · КАН-2012 | 2015—2017 · КАН-2015 | 2017—2018 · КАН-2017 | 2018—2020 · ЧМ-2018 · КАН-2019 | 2020—2022 · КАН-2021 | 2022—2024 · ЧМ-2022 | 2024—н. в. |           |           |           |

### Гостевая
| 1990—1991 | 1991—1992            | 1996—1998            | 1998—2000                      | 2001—2002            | ЧМ-2002             | 2004—2005  | 2005—2006 | 2006—2007 | 2008—2010 | 2010—2012 |
| 2012—2015 | 2015—2017 · КАН-2015 | 2017—2018 · КАН-2017 | 2018—2020 · ЧМ-2018 · КАН-2019 | 2020—2022 · КАН-2021 | 2022—2024 · ЧМ-2022 | 2024—н. в. |           |           |           |           |

### Резервная
| 2006—2008 | 2010—2012 |

Источники:,